# Věstín
Věstín (německy Groß Wiestin) je obec v okrese Žďár nad Sázavou v kraji Vysočina. Žije zde 169 obyvatel.

## Název
Nejstarší podoba jména vesnice Věščín byla odvozena od (mužského) osobního jména Věsta a znamenala "Věstův majetek". Na odlišení od sousedního Věstínku byl ke jménu připojován přívlastek Velký (latinsky Maior, německy Groß).

## Historie
První písemná zmínka o obci pochází z roku 1349.
| Rok            | 1869 | 1880 | 1890 | 1900 | 1910 | 1921 | 1930 | 1950 | 1961 | 1970 | 1980 | 1991 | 2001 |
| Počet obyvatel | 571  | 561  | 568  | 570  | 545  | 564  | 518  | 395  | 387  | 344  | 279  | 223  | 188  |

## Pamětihodnosti
Ve vsi jsou evidovány dvě kulturní památky:
- Venkovská usedlost č.p. 1
- Roubené stavení č.p. 7

## Části obce
- Věstín
- Bolešín
- Věstínek